# Frères de Notre-Dame-de-Lourdes
Pour les articles homonymes, voir Notre-Dame et Notre-Dame de Lourdes.
Les Frères de Notre-Dame de Lourdes (en latin : Fratres Nostrae Dominae de Lurdensis) forment une congrégation laïque masculine enseignante et hospitalière de droit pontifical.

## Historique
Confronté à la misère provoquée par une crise économique et politique, l'abbé Étienne-Modeste Glorieux (1802-1872) ouvre un atelier de textile et une école gratuite. Sur les conseils de Mgr Jean-François Van de Velde, évêque de Gand, le père Glorieux fonde le 25 novembre 1830 à Renaix une communauté de frères sous le nom de frères des bonnes œuvres pour l'éducation de la jeunesse, l'enseignement professionnel et le soins aux malades, la première prise d'habit a lieu le 19 août 1830.
À la suite du déménagement de la maison-mère à Oostakker, près d'un centre de pèlerinage à Notre-Dame-de-Lourdes, l'institut prend son nom actuel en 1887. L'institut religieux reçoit du pape Léon XIII le décret de louange le 18 juillet 1892 et l'approbation finale par le Saint-Siège le 3 janvier 1938.

## Activité et diffusion
Les frères se dédient à l'éducation des jeunes, à leur formation professionnelle, aux soins aux malades et aux pauvres.
Les frères sont présents en :
- Europe : Belgique, Pays-Bas , Espagne.
- Afrique : Éthiopie, République démocratique du Congo.
- Amérique : Brésil, Canada, Curaçao.
- Asie : Indonésie.

La maison généralice se trouve à Oostakker, un faubourg septentrional de la ville de Gand, en Belgique.
Au 31 décembre 2005, la congrégation comptait 216 religieux en 28 maisons.